# Dominika Grabowska
Dominika Grabowska (Pruszków, 26 december 1998) is een voetbalspeelster uit Polen. Ze speelt als middenvelder voor TSG 1899 Hoffenheim in de Bundesliga.

## Clubcarrière
Grabowska begon met voetballen bij Znicz Pruszków in haar geboorteplaats. Vervolgens kwam ze tot 2014 uit voor MUKS Praga Warszawa. Haar volgende club was KS AZS Wrocław, waarvoor ze debuteerde in de Ekstraliga. In het seizoen 2016/17 maakte ze 20 doelpunten in deze competitie. Hierna stapte ze over naar Górnik Łęczna, waarvoor ze negentien keer tot scoren kwam in de periode 2017 tot en 2020. In diezelfde periode werd Grabowska driemaal landskampioen van Polen met de club.
Van 2020 tot 2024 was Grabowska actief bij het Franse FC Fleury 91. Op 12 september 2020 debuteerde ze in de Division 1 Féminine in een met 3-1 gewonnen uitwedstrijd tegen Le Havre AC. Met haar club behaalde ze de finale van de Coupe de France, die met 0-1 verloren ging tegen Paris Saint-Germain.
Op 26 juni 2024 tekende Grabowska een contract bij het Duitse TSG 1899 Hoffenheim.

## Statistieken
| Seizoen | Club                | Land      | Competitie | Wedstrijden | Doelpunten |
| ------- | ------------------- | --------- | ---------- | ----------- | ---------- |
| 2020/21 | FC Fleury 91        | Frankrijk | Division 1 | 19          | 4          |
| 2021/22 | FC Fleury 91        | Frankrijk | Division 1 | 20          | 5          |
| 2022/23 | FC Fleury 91        | Frankrijk | Division 1 | 9           | 0          |
| 2023/24 | FC Fleury 91        | Frankrijk | Division 1 | 17          | 4          |
| 2024/25 | TSG 1899 Hoffenheim | Duitsland | Bundesliga | 17          | 2          |
| Totaal  | Totaal              | Totaal    | Totaal     | 82          | 15         |

Bijgewerkt t/m 4 mei 2025.

## Interlandcarrière
Grabowska maakte haar debuut voor het Poolse nationale team in een wedstrijd tegen Slowakije op 22 oktober 2015. In diezelfde wedstrijd maakte ze haar eerste interlanddoelpunt in de 63e minuut, drie minuten nadat ze was ingevallen voor Ewelina Kamczyk. Op 7 april 2022 speelde Grabowska haar zestigste interland in een met 12-0 gewonnen kwalificatieduel voor het WK 2023.